# Колуин Бей
Ко̀луин Бей (на английски: Colwyn Bay; на уелски: Bae Colwyn, Бай Ко̀луйн) е град в Северен Уелс, графство Конуи, морски курорт на брега на Ирландско море. Има жп гара и пристанище. Населението му е 28 142 души, по приблизителна оценка от юни 2017 г.

## Личности
Родени
- Тери Джоунс (р. 1942), актьор